# Península de Baldwin
La península de Baldwin és una península situada al cercle polar àrtic al nord-oest de l'estat dels Estats Units d'Alaska. S'estén 72 km en direcció nord-oest fins al Kotzebue Sound des del continent d’Alaska i defineix el límit sud del Hotham Inlet. Té una amplada d'entre 2 i 19 km. Al sud-est de la península hi ha el llac Selawik.
La ciutat de Kotzebue i l'aeroport Ralph Wien Memorial es troben al final de la península. La resta de la península de Baldwin està coberta de permafrost i centenars de llacs de tundra.
La península va ser nomenada el 1933 per Carl Joys Lomen (1880-1965) en honor del filantrop Leonard D. Baldwin (1867-1933).